# Bernth Harnesk
Percy Bernth Lennart Harnesk, ursprungligen Krüger, född 31 oktober 1964 i Brännkyrka församling i Stockholm, är en svensk tidigare radioprogramledare och radiokanalsägare. Han är bosatt i Alster utanför Karlstad, Värmland.
Harnesks intresse för radio började redan under hans juridikstudier i Uppsala där han var aktiv inom studentradion. Efter arbete vid Radio Värmland kom han 1983 till Sveriges Radio P3 där han arbetade med program som Memories och September tillsammans med bland andra Pontus Enhörning och Lotta Bromé.
Harnesk övergick därefter till kommersiell radio och blev en av ägarna av samt VD för Radio City i Karlstad fram till dess att denna såldes till Mix Megapol 2005. Harnesk har även haft styrelseuppdrag inom andra lokalradiokanaler.
Efter radiokarriären har Harnesk verkat som vd för Bryngfjorden Golf samt för det egna produktionsbolaget P36.

### Fotnoter
1. ↑   Sveriges befolkning 1990. Ramsele: Svensk arkivinformation (SVAR), Riksarkivet. 2011. Libris 12076919. ISBN 9789188366917
2. 1 2   Sveriges befolkning 1970 (Version 1.00). Stockholm: Sveriges släktforskarförb. 2002. Libris 8861349. ISBN 91-87676-31-1
3. 1 2 3  ”Födelsedagar” (på svenska). Nya Wermlandstidningen. 31 oktober 2014. Arkiverad från originalet den 10 september 2017. https://web.archive.org/web/20170910082608/http://nwt.se/familj/2014/10/31/fodelsedagar-31-10. Läst 9 september 2017.